# Feledy Botond
Feledy Botond (Budapest, 1981. október 27. –) magyar jogász, politológus, újságíró. A Kitekintő külpolitikai hírportál alapítója, Szent Ignác Jezsuita Szakkollégium rektora (2012–2017), jelenleg a jezsuita kötődésű budapesti Társadalmi Reflexió Intézet vezetője, és a brüsszeli Jesuit European Social Centre igazgatóhelyettese, a European Leadership Programme igazgatója. 2022 óta a Partizán külpolitikai szakértője, műsorvezetője.

## Tanulmányai
2000-ben kezdte meg jogi tanulmányait az Eötvös Loránd Tudományegyetemen, ahol 2005-ben szerzett diplomát. Eközben párhuzamos képzés keretében a strasbourgi Nemzetközi Jogösszehasonlító Akadémián (Faculté Internationale de Droit Comparé) és a párizsi Université Panthéon-Assas egyetemen folytatott tanulmányokat, illetve egy évet az Université Aix-Marseille III nemzetközi jogi képzésén töltött. 2006-ban a bordeaux-i Institut d'études politiques-on mesterdiplomát szerzett nemzetközi kapcsolatokból. Az Eötvös Loránd Tudományegyetem Doktori Iskolájában 2009-ben abszolutóriumot szerzett, doktori disszertációjának témája a lobbiszabályozás modelljei volt. A Berlini Szabadegyetem Nemzetközi Politikai Gazdaságtan Intézetében egy évet DAAD vendégkutatóként töltött el. A German Marshall Fund Marshall Memorial Fellow-ja 2018-19-ben.

## Pályafutása
2006-ban az Európai Parlament munkatársa volt Olajos Péter mellett, majd 2007-ben megalapította társaival a Kitekintő hírportált. 2007-től három szemeszteren át az Eötvös Loránd Tudományegyetem Állam- és Jogtudományi Kar, Közgazdaságtan Tanszékének tanársegédje volt. 2009-ben az Institut d'études politiques de Paris vendégoktatója annak dijoni Kelet-Európai Tanulmányok campusán, majd rendszeres előadója az intézmény Tavaszi Iskolájának.
2011-től az MTI Külpolitikai Szerkesztőségének vezetője, egészen annak 2012-es MTVA-ba történő beolvasztásáig. 2012 őszétől a Szent Ignác Jezsuita Szakkollégium rektora. 2007-től az EU Negotiation Moot tárgyalásszimuláció és verseny alapító-szervezője. Külpolitikai szakértőként és szabadúszó újságíróként rendszeresen megjelenik, publikál. A Pázmány Péter Katolikus Egyetem Bölcsészet- és Társadalomtudományi Kar Nemzetközi Tanulmányok Intézetének oktatója volt. Az Interkoll Minősítő Bizottság szakértője.  A Rajk László Szakkollégium Tanácsadó Testületének tagja (2017-2020).  A Magyar Tehetségsegítő Szervezetek Szövetségének elnökségi tagja (2017–2021). 

## Családja
Felesége Durica Katarina felvidéki írónő, újságíró. Három gyermekük van: fiuk a 2012-ben született Feledy Farkas, lányuk a 2015-ben született Feledy Kamilla és a 2019-ben született Feledy Róza. Szülei Monspart Sarolta és Feledy Péter.